# Jeremy Michael Hutton
Jeremy Michael Hutton (* 12. Februar 1976) ist ein US-amerikanischer Hebraist.

## Leben
Er erwarb 2005 den Ph.D. an der Harvard University. Er ist Professor für klassische hebräische Sprache und biblische Literatur an der University of Wisconsin-Madison.
Seine Forschungsinteressen sind nordwestsemitische Sprachen; symbolische Geographie des alten Israel; Entstehung und Struktur der Hebräischen Bibel (insbesondere Josua–Könige) und anthropologische, soziologische und linguistische Ansätze in der Bibelauslegung.

## Schriften (Auswahl)
- The Transjordanian Palimpsest. The overwritten texts of personal exile and transformation in the deuteronomistic history. Berlin 2009, ISBN 978-3-11-020410-0.
- mit Carly Lorraine Crouch: Translating empire. Tell Fekheriyeh, deuteronomy, and the Akkadian treaty tradition. Tübingen 2019, ISBN 3-16-159026-0.